# Francesco Barberi
Francesco Barberi (* 28. Juni 1905 in Rom; † 16. Februar 1988 ebenda) war ein italienischer Bibliothekar und Buchwissenschaftler.
Barberi studierte Klassische Philologie an der Universität Rom und spezialisierte sich auf Paläographie. Seit 1933 war er als Bibliothekar an der Nationalbibliothek Florenz tätig. Von 1935 bis 1943 wirkte er als Ministerialbeamter für das Bibliothekswesen (soprintendente alle biblioteche) der Regionen Apulien und Lukanien. Von 1944 bis 1952 war Barbieri Direktor der Biblioteca Angelica in Rom, seit 1952 bis zu seiner Pensionierung Inspektor für das Bibliothekswesen am Ministerium für das Unterrichtswesen. Außerdem lehrte Barbieri als Dozent an der Bibliothekarsschule (Scuola Speciale per Archivisti e Bibliotecari) der Universität Rom.

## Schriften
- Biblioteca e bibliotecario, Cappelli editore, Bologna 1967
- Il frontespizio nel libro italiano del Quattrocento e del Cinquecento, Edizioni Il Polifilo, Milano 1969 (Documenti sulle arti del libro 7)
- Biblioteche in Italia. Saggi e conversazioni, Giunta Regionale Toscana, Firenze 1981 (Archivi e biblioteche 3)
- Per una storia del libro: profili, note, ricerche, Bulzoni Editore, Roma 1981 (Il bibliotecario 7)
- Il libro italiano del Seicento: aggiornamento della bibliografia dei tipografi, editori e librai a Roma nel Seicento, Vecchiarelli Editore, Manziana (Roma) 1990